# 3710 Bogoslovskij
3710 Bogoslovskij è un asteroide della fascia principale. Scoperto nel 1978, presenta un'orbita caratterizzata da un semiasse maggiore pari a 2,7387197 UA e da un'eccentricità di 0,1620462, inclinata di 13,79137° rispetto all'eclittica.